# Sanary-sur-Mer
Pour les articles homonymes, voir Saint-Nazaire (homonymie).
Sanary-sur-Mer est une commune française et une station balnéaire située dans le département du Var, en région Provence-Alpes-Côte d'Azur.

## Géographie

### Localisation
La commune est à 13 km de Toulon et 49 km de Marseille.

### Voies de communications et transports

#### Voies routières
L'accès routier à Sanary-sur-Mer s'effectue par la route départementale RD 559, entre Six-Fours-les-Plages et Bandol, et la sortie de l'autoroute A50 la plus proche est la  12.1, au niveau du pont près de la gare TER et de la zone d'activités de la Baou, sur la route départementale 11, reliant Ollioules à Sanary-sur-Mer.

#### Transports en commun
La gare TGV la plus proche est la gare de Toulon.
La commune est également desservie par la gare d'Ollioules - Sanary, où circulent les trains TER Provence-Alpes-Côte d'Azur (lignes de Marseille aux Arcs - Draguignan en passant par Toulon et de Marseille à Hyères en passant par Toulon)..
Le réseau régional Zou, anciennement Varlib, offre une desserte à la ville de Sanary avec la ligne 885: Bandol-Sanary-Toulon.
La ligne 83 du Réseau Mistral, fusionnée avec l’ancienne ligne 71, relie les Sablettes à la gare d’Ollioules/Sanary, en desservant cinq arrêts à Sanary : La Micheline, Les Gémeaux, Coopérative, Les Estivales, et Les Prats.
À noter aussi l'existence d'une navette nommée Colombus, qui fonctionne les jours de marché.
Les aéroports les plus proches sont :
- l'aéroport de Toulon-Hyères ;
- l'aéroport Marseille-Provence ;
- l'aéroport de Nice-Côte d'Azur.

Les ports les plus proches sont :
- Rade de Toulon ;
- Port Lympia (port de Nice) ;
- Port de Marseille ;
- Port Hercule (Port de Monaco).

### Communes limitrophes
| Le Castellet     | Le Beausset Le Castellet | Évenos               |
| Bandol           | Sanary-sur-Mer           | Ollioules            |
| Mer Méditerranée | Mer Méditerranée         | Six-Fours-les-Plages |

### Relief
Bordée par la mer Méditerranée, du nord-ouest au sud-est, l'altitude la plus basse de la commune se situe le long de ses 8 km de plages. Le nord-est de la commune est bordé par le point culminant de Sanary-sur-Mer, le Gros-Cerveau, à 300 m.

### Géologie
Aux alentours de Sanary-sur-Mer, il est courant de trouver des granits granuleux à face ocre, souvent rejetés par la mer et plus communément appelés des galets.

### Sismicité
La commune se situe dans une zone de sismicité faible.

### Hydrographie et les eaux souterraines
Sanary-sur-Mer est arrosée par le fleuve côtier  la Reppe, dont le cours de 17,6 km sert, à l'embouchure, de limite de commune avec Six-Fours-les-Plages.
Deux sources et trois puits, Forages du Baou et du Lancon.

### Climat
Pour des articles plus généraux, voir Climat de Provence-Alpes-Côte d'Azur et Climat du Var.
En 2010, le climat de la commune est de type climat méditerranéen franc, selon une étude du Centre national de la recherche scientifique s'appuyant sur une série de données couvrant la période 1971-2000. En 2020, Météo-France publie une typologie des climats de la France métropolitaine dans laquelle la commune est exposée à un climat méditerranéen et est dans la région climatique Provence, Languedoc-Roussillon, caractérisée par une pluviométrie faible en été, un très bon ensoleillement (2 600 h/an), un été chaud (21,5 °C), un air très sec en été, sec en toutes saisons, des vents forts (fréquence de 40 à 50 % de vents > 5 m/s) et peu de brouillards.
Pour la période 1971-2000, la température annuelle moyenne est de 15,3 °C, avec une amplitude thermique annuelle de 14,6 °C. Le cumul annuel moyen de précipitations est de 678 mm, avec 6,5 jours de précipitations en janvier et 1,1 jours en juillet. Pour la période 1991-2020, la température moyenne annuelle observée sur la station météorologique de Météo-France la plus proche, « Le Castellet », sur la commune du Castellet à 10 km à vol d'oiseau, est de 13,7 °C et le cumul annuel moyen de précipitations est de 689,7 mm. 
La température maximale relevée sur cette station est de 37,1 °C, atteinte le 5 août 2017 ; la température minimale est de −11 °C, atteinte le 7 mars 1971,,.

## Urbanisme

### Typologie
Au 1er janvier 2024, Sanary-sur-Mer est catégorisée grand centre urbain, selon la nouvelle grille communale de densité à sept niveaux définie par l'Insee en 2022.
Elle appartient à l'unité urbaine de Toulon, une agglomération inter-départementale regroupant 27  communes, dont elle est une commune de la banlieue,,. Par ailleurs la commune fait partie de l'aire d'attraction de Toulon, dont elle est une commune d'un pôle secondaire,. Cette aire, qui regroupe 35 communes, est catégorisée dans les aires de 200 000 à moins de 700 000 habitants,.
La commune, bordée par la mer Méditerranée, est également une commune littorale au sens de la loi du 3 janvier 1986, dite loi littoral. Des dispositions spécifiques d’urbanisme s’y appliquent dès lors afin de préserver les espaces naturels, les sites, les paysages et l’équilibre écologique du littoral, tel le principe d'inconstructibilité, en dehors des espaces urbanisés, sur la bande littorale des 100 mètres, ou plus si le plan local d’urbanisme le prévoit.

### Lieux-dits, hameaux et écarts
De nombreux lieux-dits ou hameaux de la commune portent des noms provençaux francisés : 
- Portissol : du provençal pourtissòu, portail, entrée ;
- Le Pont d'Aran : Lou pouont d'aran, le pont de fer ;
- La Morvenède : La mourvenedo, lieu planté de genévrier ;
- La Poussaraque : La poussaraco, noria, puits équipé d'une roue à aubes;
- Beaucours : Baus court, la falaise courte;
- Pierredon : Pié redoun, le sommet rond;
- La Vernette : La verneto, le petit bois d'aulnes
- La Colle : La coualo, la colline…

### Occupation des sols

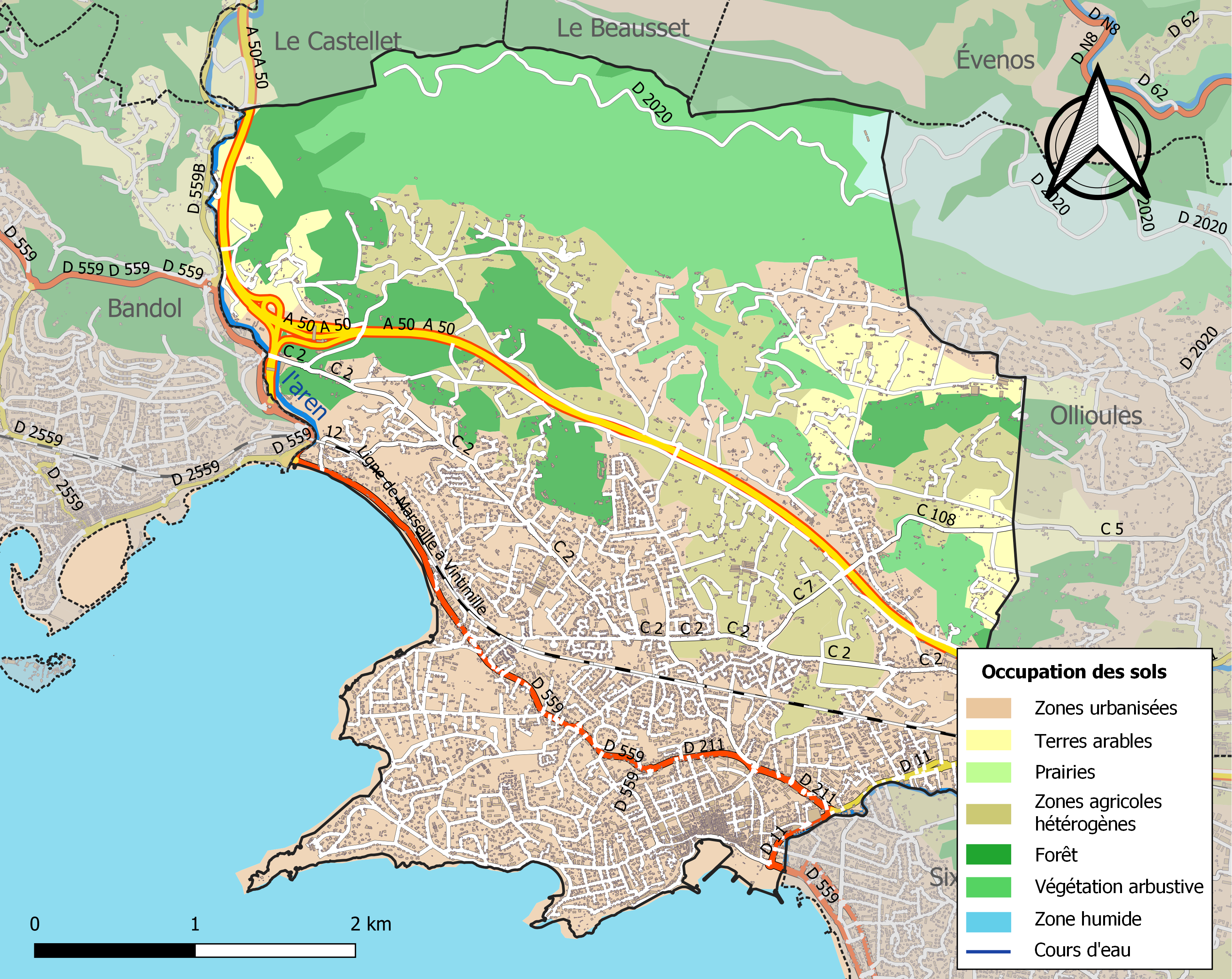
Carte des infrastructures et de l'occupation des sols de la commune en 2018 (CLC).

Le tableau ci-dessous présente l'occupation des sols de la commune en 2018, telle qu'elle ressort de la base de données européenne d’occupation biophysique des sols Corine Land Cover (CLC).
| Type d’occupation                                                                | Pourcentage | Superficie (en hectares) |
| -------------------------------------------------------------------------------- | ----------- | ------------------------ |
| Tissu urbain discontinu                                                          | 44,0 %      | 873                      |
| Zones industrielles ou commerciales et installations publiques                   | 1,6 %       | 32                       |
| Vignobles                                                                        | 5,9 %       | 116                      |
| Systèmes culturaux et parcellaires complexes                                     | 14,2 %      | 281                      |
| Zones essentiellement agricoles interrompues par des espaces naturels importants | 1,4 %       | 28                       |
| Forêts de feuillus                                                               | 0,4 %       | 7                        |
| Forêts de conifères                                                              | 10,8 %      | 214                      |
| Végétation sclérophylle                                                          | 21,2 %      | 421                      |
| Végétation clairsemée                                                            | 0,4 %       | 8                        |
| Mers et océans                                                                   | 0,1 %       | 2                        |
| Source : Corine Land Cover                                                       |             |                          |

L'occupation des sols montre la prédominance des territoires artificialisés (45,6 %) sur les territoires agricoles (21,5 %) et sur la forêt et les milieux semi-naturels (32,8 %). La forêt, qui occupe 11,2 % de la surface communale, est constituée majoritairement de conifères. Les zones urbanisées, qui occupent 44,0 % de la surface communale en 2018, n'en occupaient que 36,8 % en 1990.

## Toponymie
Le nom de Sanary vient du provençal, comme presque tous les noms de lieux de la commune et de Provence : en vieux provençal (au Moyen Âge), on disait Sant Nazari, qui a évolué en Sant Nari, puis en Sanàri. Il a été orthographié San Nari par la commune lorsqu'elle a mis les panneaux en provençal dans les années 1990. En langue provençale, Sant Nàri signifie saint Nazaire,. Son orthographe correcte en provençal est Sanàri. La traduction française, Saint-Nazaire, a été abandonnée sous la Révolution française qui a interdit à partir de 1793 les noms religieux et le nom officiel est redevenu Sanary, puis à nouveau Saint-Nazaire au retour de la monarchie en 1814. La commune a enfin récupéré définitivement son nom authentique, c'est-à-dire son nom en provençal, écrit à la française avec un -y final, Sanary, en 1890. Le nom administratif est devenu Sanary-sur-Mer en 1923.

## Histoire

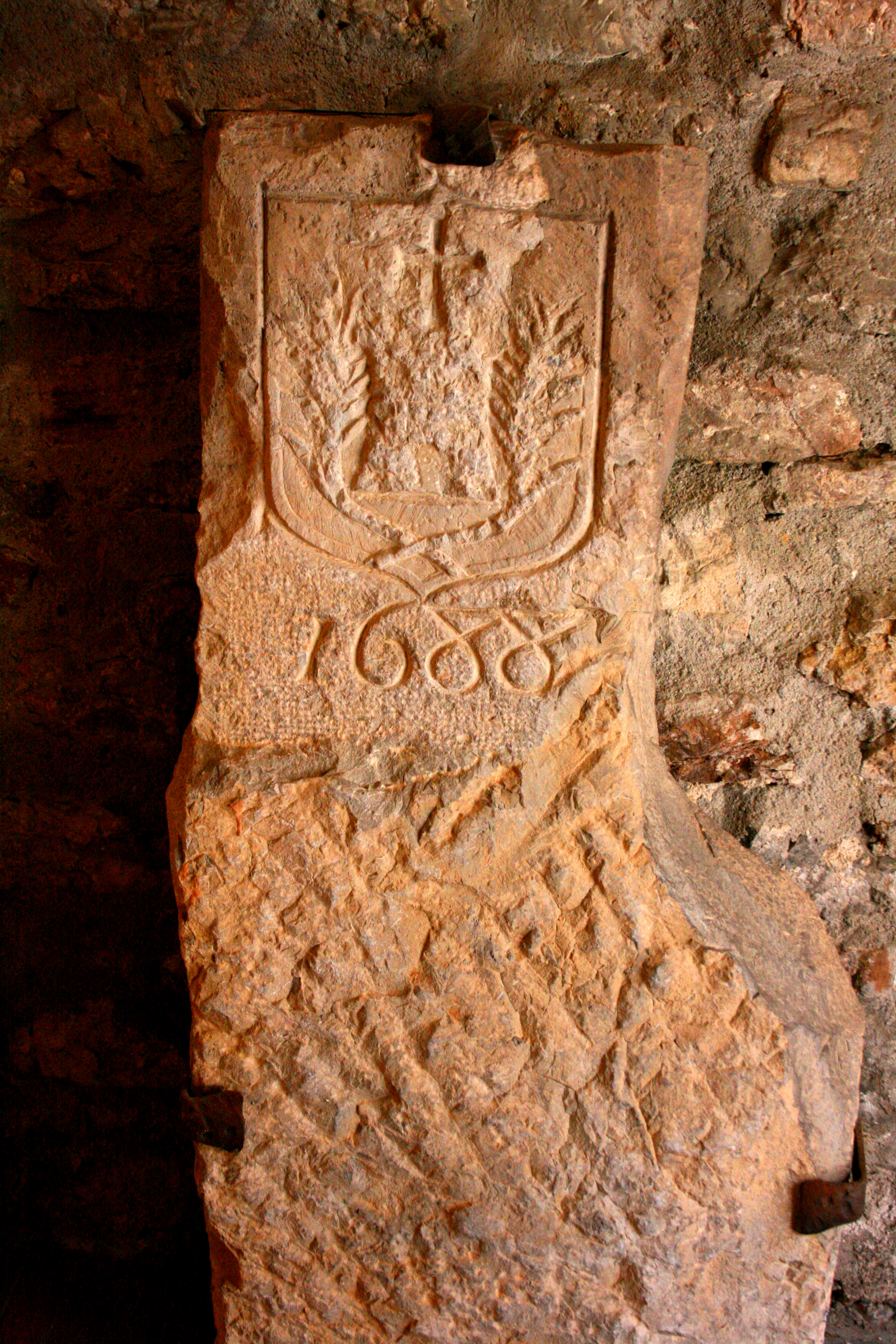
« Terme » de séparation d'Ollioules et de Saint-Nazaire, mis en place en 1688 par des experts venus d'Aix-en-Provence.

### Antiquité et Moyen Âge
On a retrouvé des traces d'occupation grecque et romaine, notamment à Portissol. Sanary est à l'origine un petit port de pêche appartenant à Ollioules et composé de petites cabanes de bois. Il porte le nom de la Gobran jusqu'au XVIe siècle, devenant alors Saint-Nazaire. Au XIIe siècle existe sur le site du port actuel un prieuré, dépendant de l'abbaye Saint-Victor de Marseille et dédié à saint Nazaire. À la fin du XIIIe siècle, comme système défensif contre les raids sarrasins, on construit la tour de guet actuellement connue sous le nom de « tour Romane ».

### Temps modernes
En 1524 et 1536, elle est attaquée par des galères espagnoles.
Relevant à l'origine du territoire d'Ollioules, le seigneur y crée au début du XVIe siècle un hameau sous le nom de « Sanct Nazari », en autorisant quelques familles à s'établir près d'une ancienne tour médiévale encore visible. C'est vers le milieu du même siècle que le port est construit pour offrir un débouché au commerce ollioulais ; il est creusé pour permettre le mouillage des navires. Ce n'est qu'en 1688, au terme de longues procédures, que Saint-Nazaire obtient de Louis XIV sa séparation d'avec Ollioules.

### Révolution française
Peu avant la Révolution française, l’agitation monte. Outre les problèmes fiscaux présents depuis plusieurs années, la récolte de 1788 est mauvaise et l’hiver 1788-89 très froid. L’élection des délégués aux États généraux de 1789 est  préparée par celles des États de Provence de 1788 et de janvier 1789, ce qui contribue à faire ressortir les oppositions politiques de classe et à provoquer une certaine agitation. C’est au moment de la rédaction des cahiers de doléances, fin mars, qu’une vague insurrectionnelle secoue la Provence. Une émeute se produit à Saint-Nazaire les 24 et 25 mars. Des paysans et des pauvres protestent contre la cherté des grains. Le piquet est sacrifié pour apaiser les émeutiers. Dans un premier temps, la réaction consiste dans le rassemblement d’effectifs de la maréchaussée sur place. Puis des poursuites judiciaires sont diligentées, mais n’aboutissent pas, la prise de la Bastille comme les troubles de la Grande peur provoquant, par mesure d’apaisement, une amnistie début août.

### XIXesiècle
Le 12 novembre 1890, Saint-Nazaire prit officiellement le nom de Sanary par décret présidentiel. Sanary est la contraction en provençal francisé de San Nari.

### XXesiècle
Le 27 juillet 1924 lors d'un conseil municipal, elle prend le nom qu'on lui connaît aujourd'hui : Sanary-sur-Mer.
Durant l'entre-deux-guerres, après la captation du pouvoir en Allemagne par les nazis en 1933, la commune devient le lieu d'exil de nombreux intellectuels allemands et autrichiens, fuyant le nazisme.
Le célèbre océanographe et inventeur Jacques-Yves Cousteau y à vécu dans sa villa « Le Baobab », le savant tenait à l’abri des convoitises des occupants l'appareil respiratoire en eau profonde qu’il avait créé. En 1943, avec Philippe Tailliez, il entreprit sur la commune voisine de Bandol les premières tentatives d’immersion en eau profonde.
Le 13 novembre 1942, Sanary-sur-Mer est occupée par l’armée allemande, qui envahit la zone libre. En juin 1944, les Allemands détruisent des villas et des hôtels pour dégager des zones de tir, en vue d’un débarquement. Des bombardements alliés aggravent les dommages. En 1948, la ville, qui avait payé un « lourd tribut de sang et de destructions », reçoit le 11 novembre 1948 la Croix de guerre 1939-1945.
La ville connaît une forte croissance sur le plan touristique depuis les années 1980-1990.

### XXIesiècle
Sanary s'affirme comme un lieu agréable, calme et prisé dans l'Ouest Var, tout en refusant toujours son rapprochement avec la communauté d'agglomération Toulon Provence Méditerranée.

## Politique et administration

### Rattachements administratifs et électoraux

#### Rattachements administratifs
La commune se trouve  dans l'arrondissement de Toulon du département du Var.
Elle faisait partie depuis 1801 du canton d'Ollioules. Dans le cadre du redécoupage cantonal de 2014 en France, cette circonscription administrative territoriale a disparu, et le canton n'est plus qu'une circonscription électorale.

#### Rattachements électoraux
Pour les élections départementales, la commune fait partie depuis 2014 du canton d'Ollioules
Pour l'élection des députés, elle fait partie de la septième circonscription du Var.

### Intercommunalité
Sanary-sur-Mer a refusé son intégration avec la communauté d'agglomération Toulon Provence Méditerranée[pourquoi ?], tout en acceptant néanmoins une indispensable collaboration intercommunale sous forme d'un Sivu avec la commune de Bandol.
Elle a préféré adhérer en 2013 à la communauté de communes Sud Sainte Baume, un établissement public de coopération intercommunale (EPCI) a fiscalité propre créé en 1993, permettant ainsi à l'ensemble intercommunal de se transformer le 1er janvier 2015 en communauté d'agglomération, qui a pris le nom de communauté d'agglomération Sud Sainte Baume.
Le fait qu'elle ne soit pas intégrée à la communauté d'agglomération Toulon Provence Méditerranée ne permet pas la desserte de Sanary par les bus du Réseau Mistral qui s'arrêtent aux limites communales[réf. nécessaire].
La commune est par ailleurs membre du Schéma de cohérence territoriale Provence-Méditerranée, ainsi que du territoire du Var éponyme, dont le siège est à Toulon.

### Tendances politiques et résultats
Au second tour des élections municipales de 2014 dans le Var, la liste DVD menée par le maire sortant Ferdinand Bernhard obtient la majorité absolue des suffrages exprimés, avec 4 969 voix (53,76 	%, 26 conseillers municipaux élus dont 	10 communautaires), devançant très largement les listes menées respectivement par : 

- Olivier Thomas (SE, 3 302 voix, 35,72 %, 6 conseillers municipaux élus dont 2 communautaires) ;

- David Guis (RN, 971  voix, 10,50 %, 1 conseiller municipal élu).

Lors de ce scrutin, 39,29 % des électeurs se sont abstenus.
Au premier tour des élections municipales de 2020 dans le Var, la liste DVD menée par le maire sortant obtient la majorité absolue des suffrages exprimés, avec 3 169 voix (68,71 %, 29 conseillers municipaux élus dont 11 communautaires=, devançant très largement les listes menées respectivement par : 

- Emmanuel Serra (DVD, 	1 048 voix, 22,72 %, 3 conseillers municipaux élus dont 1 communautaire) ;

- Jean-Pierre Meyer (DVG, 395 voix, 8,56 %, 1 conseiller municipal élu).

Lors de ce scrutin marqué par la pandémie de Covid-19 en France, 69,70 % des électeurs se sont abstenus.

### Politique locale
Le maire Ferdinand Bernhard se disant « ignorant, incompétent et naïf » a été condamné, le 7 septembre 2020, à six mois de prison ferme sous bracelet électronique et 30 mois avec sursis pour prise illégale d’intérêt, détournement de fonds public et favoritisme et autres infractions économiques et financières. Il conteste ce jugement, et, le 19 octobre 2021, sa condamnation est aggravée par la cour d'appel à 3 ans de prison (dont un an ferme) et 5 ans de privations de ses droits civils et civiques. Il annonce se pourvoir en cassation, ce qui a suspendu l'exécution de la peine d'emprisonnement, mais pas la privation de ses droits civiques, car la cour d'appel l'avait rendu immédiatement exécutoire. Cela a causé sa démission d'office. En juillet 2024, il est mis en examen pour avoir continué à s’immiscer dans la vie de la ville de Sanary-sur-Mer .

### Budget et fiscalité 2017
En 2017, le budget de la commune était constitué ainsi :
- total des produits de fonctionnement : 27 955 000 €, soit 1 724 € par habitant ;
- total des charges de fonctionnement : 24 371 000 €, soit 1 503 € par habitant ;
- total des ressources d’investissement : 11 435 000 €, soit 705 € par habitant ;
- total des emplois d’investissement : 9 736 000 €, soit 600 € par habitant.
- endettement : 46 081 000 €, soit 2 842 € par habitant.

Avec les taux de fiscalité suivants :
- taxe d’habitation : 11,80 % ;
- taxe foncière sur les propriétés bâties : 20,17 % ;
- taxe foncière sur les propriétés non bâties : 61,05 % ;
- taxe additionnelle à la taxe foncière sur les propriétés non bâties : 0,00 % ;
- Cotisation foncière des entreprises : 0,00 %.

Chiffres clés Revenus et pauvreté des ménages en 2016 : Médiane en 2016 du revenu disponible, par unité de consommation : 23 354 €.

### Jumelages
| Sanary-sur-Mer Bad Säckingen Kościerzyna Luino Noguinsk Purkersdorf |

- Bad Säckingen (Allemagne)
- Kościerzyna (Pologne)
- Luino (Italie)
- Noguinsk (Russie)
- Purkersdorf (Autriche)

## Population et société

### Démographie

#### Évolution démographique
L'évolution du nombre d'habitants est connue à travers les recensements de la population effectués dans la commune depuis 1793. Pour les communes de plus de 10 000 habitants les recensements ont lieu chaque année à la suite d'une enquête par sondage auprès d'un échantillon d'adresses représentant 8 % de leurs logements, contrairement aux autres communes qui ont un recensement réel tous les cinq ans,.

En 2022, la commune comptait 17 938 habitants, en évolution de +7,2 % par rapport à 2016 (Var : +4,98 %, France hors Mayotte : +2,11 %).
| 1793  | 1800  | 1806  | 1821  | 1831  | 1836  | 1841  | 1846  | 1851  |
| ----- | ----- | ----- | ----- | ----- | ----- | ----- | ----- | ----- |
| 2 007 | 2 310 | 2 320 | 2 493 | 2 695 | 2 749 | 2 774 | 2 751 | 2 604 |

| 1856  | 1861  | 1866  | 1872  | 1876  | 1881  | 1886  | 1891  | 1896  |
| ----- | ----- | ----- | ----- | ----- | ----- | ----- | ----- | ----- |
| 2 556 | 2 525 | 2 515 | 2 756 | 2 515 | 2 365 | 2 522 | 2 528 | 2 347 |

| 1901  | 1906  | 1911  | 1921  | 1926  | 1931  | 1936  | 1946  | 1954  |
| ----- | ----- | ----- | ----- | ----- | ----- | ----- | ----- | ----- |
| 2 755 | 2 856 | 3 008 | 3 145 | 3 474 | 3 917 | 4 423 | 4 864 | 5 879 |

| 1962  | 1968  | 1975   | 1982   | 1990   | 1999   | 2006   | 2011   | 2016   |
| ----- | ----- | ------ | ------ | ------ | ------ | ------ | ------ | ------ |
| 7 242 | 8 851 | 10 264 | 11 505 | 14 730 | 16 995 | 18 023 | 15 844 | 16 733 |

| 2021   | 2022   | - | - | - | - | - | - | - |
| ------ | ------ | - | - | - | - | - | - | - |
| 17 268 | 17 938 | - | - | - | - | - | - | - |

## Économie

### Entreprises et commerces

#### Agriculture
- Coopérative vinicole Union des Baies du Soleil[54].

#### Tourisme
- Restaurants, hôtels, loisirs[55].

#### Commerces et services
Commerces et services de proximité : boulangerie, boucherie, coiffure.

## Culture et patrimoine

### Lieux et monuments
- Église Saint-Nazaire-Saint-Celse : construite de 1891 à 1892 en néoroman par Michel Pacha, en remplacement de l'ancienne église du XVIe siècle et sa cloche de 1734, restaurée en octobre 2015 par le groupe Bodet[56],[57]. L'église Saint-Nazaire-Saint-Celse a été peinte dans les années 2000 de fresques d’inspiration byzantine[58]. L’orgue a été réalisé en 2009 par le facteur d’orgues Pascal Quoirin[59],[60],[61].
- La Tour romane[62] : Elle a été édifiée au XIIIe siècle (1266-1296) par le seigneur  Ollioules . En 1436, le roi René fit creuser un fossé et un boulevard de protection et y installa une petite garnison. Au dernier étage se trouve un pigeonnier, manifestation de l'existence d'un privilège seigneurial. La tour a perdu son rôle défensif au cours du XVIe siècle mais est restée armée et a été utilisée comme prison et grenier à blé. Le fossé a été comblé en 1704 et les constructions se sont appuyées sur la tour aujourd'hui enserrée dans un groupe de bâtiments. elle mesure 21 mètres de haut et 8 mètres de large à sa base. L'entrée d'origine se faisait face à la mer au niveau du premier étage. Depuis 1798, l'entrée se fait par le rez-de-chaussée par une ouverture en plein cintre. Un escalier de pierre conduit  au premier étage. Le second étage et la terrasse son accessibles aujourd'hui par un escalier en fer. Depuis la terrasse on observe un panorama sur la baie de Sanary et l'Archipel des Embiez
- Elle abrite depuis 1990 le musée Frédéric-Dumas[63].

Musée Frédéric-Dumas, consacré à l'archéologie sous-marine et à l'histoire des équipements de plongée sous-marine, surtout ceux qui sont liés aux progrès réalisés dans le domaine du scaphandre autonome. Le musée occupe des locaux dans la tour romane depuis 1994 et aussi dans la rue Lauzet-Aîné depuis 2006.
- Chapelle Notre-Dame-de-Pitié : de cette chapelle, bâtie en 1560 sur une butte, à l'ouest de la ville, on découvre une vue sur la baie de Sanary, avec à l'arrière-plan les collines de Toulon, et la côte jusqu'à l'archipel des Embiez, derrière lequel se dressent les hauteurs du cap Sicié. C'est dans cette chapelle qu'a été baptisé Nicolas-Vimar. La chapelle de 1560 contient des ex-voto[64].
- Chapelle Notre-Dame de Lourdes de la Vernette[65].
- Sanctuaire de la Miséricorde (autrefois chapelle des Pénitents blancs, Notre-Dame de Consolation)[66].
- La Batterie de la Cride[67] : une fortification du XVIIe siècle située sur la pointe de la Cride.
- Monuments commémoratifs :
  - Monument aux morts[68],[69],
  - Plaque commémorative église[70].
  - Plaque commémorative à l'Office de Tourisme, à la mémoire des écrivains allemands et autrichiens[71],[72],[73].
- Jardin botanique, dit jardin exotique[74].
- Le patrimoine local :
  - Le carrousel[75],
  - Le kiosque à musique[76],
  - Le lavoir[77],
  - L'entrepôt portuaire et ses fresques[78],
  - Le théâtre Galli[79],
  - Les bateaux de pêche « pointus »[80].
  - Les oratoires[81],
  - Le chemin de Croix composé de douze stèles[82],
  - Le cimetière ancien de Sanary-sur-Mer.

### «Sanary-les-Allemands»
De nombreux artistes et écrivains venus de toute l'Europe s'étaient installés dans la région dont un groupe d’Anglais autour de Aldous Huxley. Quelques Allemands s'étaient joints à eux, attirés par le calme et la beauté des paysages, parmi eux Anne-Marie et Julius Meier-Graefe qui accueillirent les premiers réfugiés politiques du Reich attirés aussi par la présence à Sanary de Marta et Lion Feuchtwanger.
Après 1933 et l’arrivée d’Hitler au pouvoir, c’est par dizaines que des intellectuels allemands vinrent se réfugier dans ce qui était alors un petit port de pêche endormi, où la vie était beaucoup moins chère qu’à Paris. Bertolt Brecht, Alfred Kantorowicz, Egon Erwin Kisch, Annette Kolb, Thomas Mann, Ludwig Marcuse, Joseph Roth, Franz Werfel, Kurt Wolff, Arnold Zweig, Wilhelm Herzog (proche de Heinrich Mann) s’y retrouvèrent.

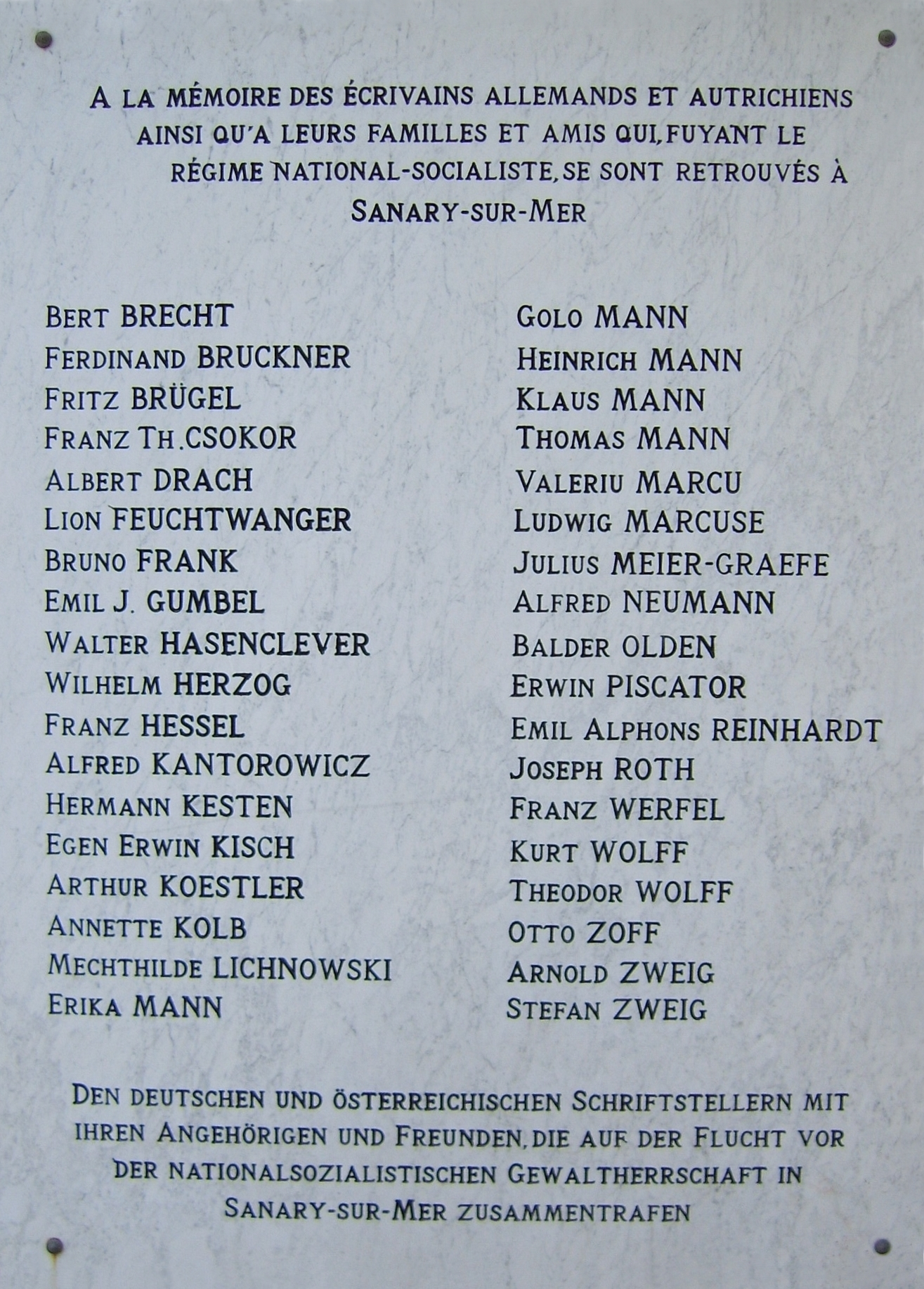
Plaque commémorative au syndicat d'initiative, à la mémoire des écrivains allemands et autrichiens.

« Si on vit dans l'exil, écrivait Hermann Kesten, le café devient à la fois la maison de famille, la patrie, l'église et le parlement, un désert et un lieu de pèlerinage, le berceau des illusions et le cimetière… Dans l'exil, le café est le seul lieu où la vie continue. »
Après la déclaration de guerre de 1939, le gouvernement français poussa l’absurdité jusqu’à faire interner certains d'entre eux dans des camps car on ne voulait voir en eux que des Allemands. On estime à environ 500 le nombre d’Allemands ou Autrichiens réfugiés dans le Var entre 1933 et 1942 dont la plupart résidaient dans les communes de Bandol, Sanary et Le Lavandou. Lion Feuchtwanger fut l'un des premiers internés du camp des Milles près d'Aix-en-Provence, d'autres ont pu émigrer aux États-Unis ou en Suisse avant l'invasion de la zone libre, certains, rattrapés par les Allemands, n'ont pu échapper aux camps de concentration et à la mort.
Après la Libération, la petite ville, qui avait été surnommée « Sanary-les-Allemands », voulut tout oublier et ce n’est que dans les années 1990 que des touristes allemands et autrichiens vinrent retrouver des traces des grands artistes qui y avaient vécu. On a fini par dévoiler une plaque et aménager des itinéraires touristiques. Plusieurs maisons ou villas de Sanary témoignent de leur passage dans la ville.

### Décorations, distinctions et titres
Le 9 mai 2018, la commune obtient le titre de plus beau marché de France, selon un concours national organisé par le Journal de 13 heures de TF1. 25 communes étaient en compétition, et les téléspectateurs ont élu à la majorité Sanary-sur-Mer.

### Personnalités liées à la commune
Par ordre alphabétique du nom de famille.
- Eugène de Barberiis (1851-1937), peintre provençal, résida et mourut à Sanary.
- Ernest Blanc (1923-2010), baryton français.
- Philippe Blanchet, linguiste français de réputation internationale, né en 1961, a passé une partie de son enfance à Sanary où vivait sa famille (Bd. Lautier), originaire de Marseille et du Var. Il est l'auteur de nombreuses études sur la langue provençale et sur le provençal parlé à Sanary. Il a publié des entretiens en provençal avec des usagers du provençal de Sanary dans les années 1980-1990. Il a écrit un roman en provençal de Sanary[86], dont l'action se déroule à Sanary dans les années 1990 où il évoque les transformations de la commune.On peut l'écouter s'exprimer en provençal de Sanary dans plusieurs conférences filmées[87].
- Edmond Ceria (1884-1955), peintre français, y résida et peignit les environs de Sanary.
- François Coreil (1863-1945), ancien député du Var, décédé à Sanary-sur-Mer.
- Roger-Pol Cottereau, poète et syndicaliste est né et vit à Sanary (2016)[88], auteur notamment d'un recueil les sanaryennes. Lauréat de l'académie du Var.
- Jacques-Yves Cousteau : co-inventeur, avec Émile Gagnan, du scaphandre autonome moderne, possédait une villa à Sanary-sur-Mer (la Villa Baobab, de nos jours propriété de Jean-Michel Cousteau) dont il se servait comme pied-à-terre pendant l'occupation allemande de la Seconde Guerre mondiale, dans l'intention de cacher ses recherches à l'occupant allemand. Les essais en mer du scaphandre autonome, en juin 1943, ne furent pourtant pas pratiqués à Sanary mais à partir de la plage du Barry à Bandol, non loin de Sanary, où Philippe Tailliez possédait sa propre villa, la Villa Barry.
- Frédéric Dumas habita depuis son enfance en face de la plage de Portissol. Pionnier d'abord de la chasse sous-marine en apnée et ensuite de la plongée en scaphandre autonome, grâce à sa rencontre avec les commandants Tailliez et Cousteau (trio que l'on surnomme « Les Trois Mousquemers »), Dumas fut l'inventeur de nombreux équipements de plongée sous-marine (fusils sous-marins, masque de plongée, sangle sous-cutale, colerette de sécurité etc.) et fut aussi le premier homme à atteindre 60 mètres de profondeur en scaphandre autonome (62 mètres lors d'une plongée en 1944).
- Georges Galli (1902-1982), acteur, puis prêtre et curé de Sanary-sur-Mer dans les années 1960, donne son nom au théâtre de la ville.
- Raoul Gineste (1849-1914), né Adolphe Clovis Augier, poète d'expression française et occitane, écrivain français, mort à Sanary-sur-Mer.
- Edmond Gros (1864-1933), graveur, lithographe et dessinateur, mort à Sanary-sur-Mer.
- Franz Hessel (1880-1941), écrivain, traducteur et lecteur de maison d'édition allemand, mort à Sanary-sur-Mer. Il est le père de Stéphane Hessel.
- Aldous Huxley (1894-1963), écrivain britannique plus particulièrement connu du grand public pour son roman Le Meilleur des mondes qu'il écrivit à Sanary en 1930[89].
- Moïse Kisling (1891-1953), artiste peintre, résida et mourut à Sanary.
- Adèle Lilljeqvist-Wieland (1862-1927), peintre suisse, découvrait Sanary après la première guerre mondiale et y vécut et peignit entre 1921 et peu avant sa mort en 1927[90].
- Michel Pacha, surnom donné à Marius Michel (1819-1907), officier de marine, architecte et maire. Après avoir construit 110 phares sur les côtes ottomanes, il transforma Sanary en station balnéaire.
- Charles Félix Pijeaud, né à Sanary-sur-Mer, lieutenant-colonel des Forces aériennes françaises libres, Compagnon de la Libération[91]. Une rue porte son nom. Son épouse, résistante morte en déportation, est associée à son souvenir lors des commémorations[92].
- Marie-France Pisier (1944-2011), actrice, scénariste et réalisatrice française ; elle repose au cimetière communal de la Guicharde.
- David Seifert, peintre juif polonais réfugié à Sanary entre 1930 et 1937 avec sa femme et son fils, il travaille pour les époux Feuchtwanger
- Henri Tisot (1937-2011), acteur, imitateur et écrivain français.
- Bernard Valgaeren (1949-) y vit depuis 1960. Il est l'auteur scénariste d'une BD qui décrit l'atmosphère régnant à Sanary (Bernarreke, tome 2, L'adolescence dans les années 1960  (ISBN 978-2-35419-091-0)
- Jean Vernier, médecin-militaire des forces françaises libres, Compagnon de la Libération, a vécu les dernières années de sa vie à Sanary où il est inhumé.
- Anne Willette (1917-1983), artiste peintre, résida à Sanary où elle possédait son atelier à Sainte-Trinide.

### Héraldique

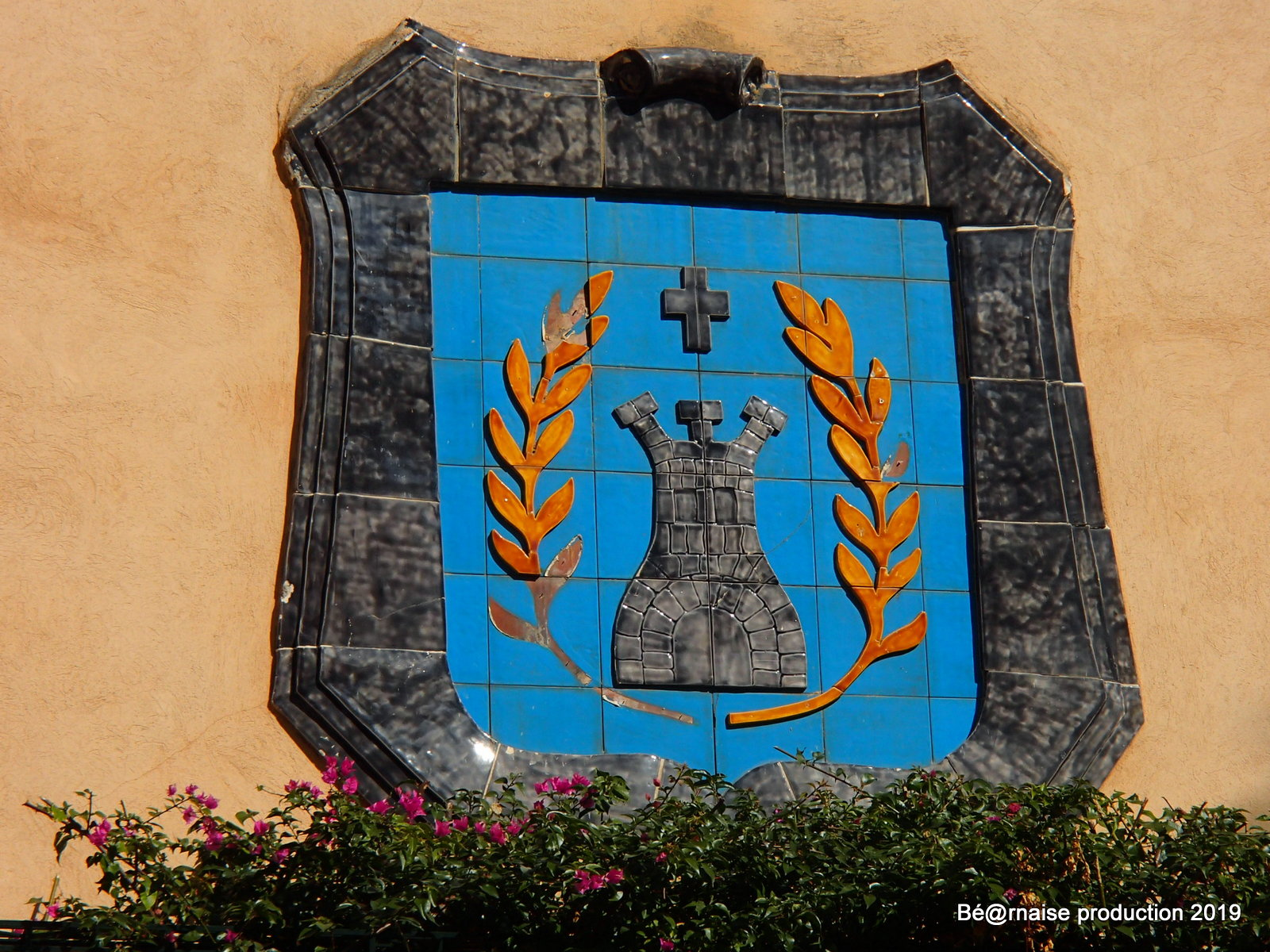
Blason de la commune.

| Blason de Sanary-sur-Mer | Blason  | D'azur à la tour d'argent sommée d'une croisette du même, ouverte, ajourée et maçonnée de sable, accostée de deux palmes d'or les tiges passées en sautoir. Devise / CriUrris civitatis custodia (« La tour, protection de la cité ») |
| Blason de Sanary-sur-Mer | Détails | |

## Équipements et services

### Enseignement
Les élèves commencent leurs études dans l'une des écoles de la commune :
- groupe scolaire Jean-Michel-Cousteau ;
- école maternelle du Portissol ;
- école maternelle et primaire de la Vernette ;
- école privée Saint-Jean.

Les collégiens restent également sur la commune, au collège de la Guicharde.

### Sports
- Basket : Le Sanary Basket Club (SBC) anciennement Basket Sanary Olympique a évolué en élite (Nationale 1) lors de la saison 1965-1966.
- Rugby à XV : Le club de rugby de la commune, Sanary Ovalie, évolue en série territoriale. Il joue au stade de la Guicharde.

|  | Saisons | Division | palmarès |  | 2011/2012 à 2016/2017 | Promotion d'honneur | champion régional 2017 |

- Football : L'US Sanaryenne évolue au stade des Picotières.
- Tennis: Le tennis club du Rosaire se situant proche du quartier de Portissol

### Santé
Établissements et professionnels de santé :
- Centre hospitalier intercommunal Toulon-La Seyne-sur-Mer[95] ;
- médecins, pharmacies[96].

## Vie locale

### Cultes
- La paroisse catholique Saint-Nazaire fait partie du diocèse de Fréjus-Toulon, doyenné de La Seyne-sur-Mer[97].
- Le Temple protestant situé près de la Corniche du Soleil

### Environnement
L'action municipale dans le cadre de l'environnement se développe sur plusieurs points. D'une part, une déchèterie est à disposition des habitants de Sanary-sur-Mer. La municipalité a également mis en place une réglementation contre les feux, ainsi qu'un suivi sur l'environnement sonore sur la commune.
La commune bénéficie de la station d'épuration de Sanary-Bandol de 54 000 Équivalent-habitant.

## Galerie

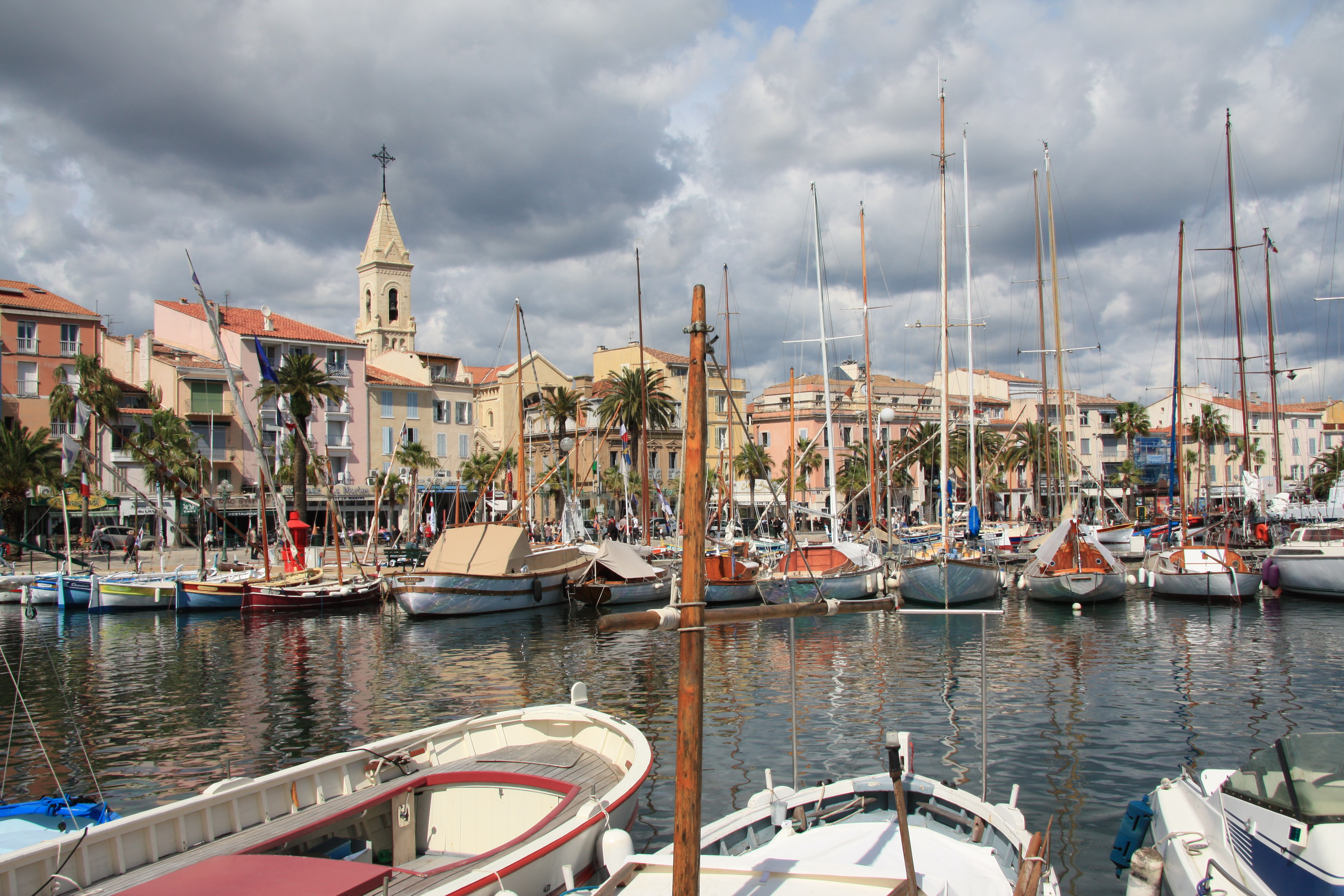
Le port de Sanary.
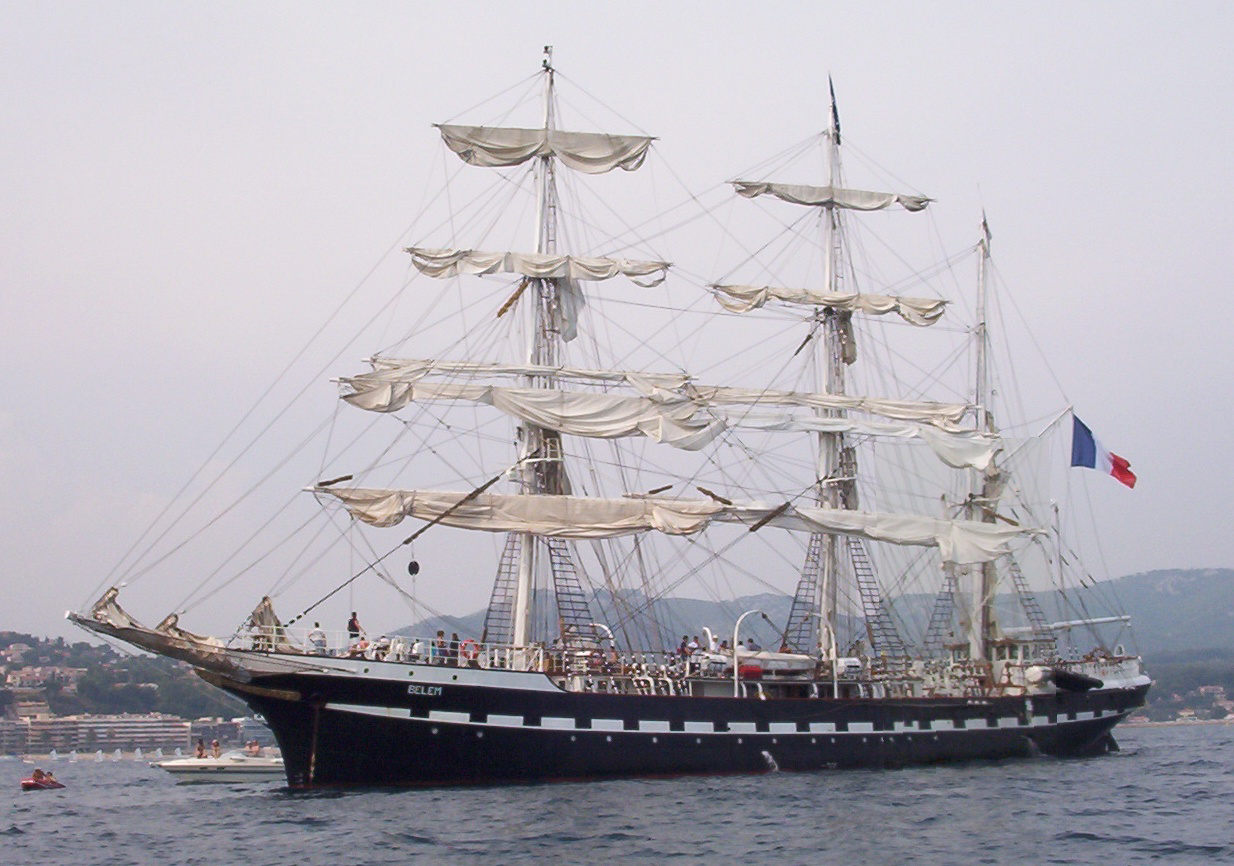
Le Belem dans la baie de Sanary en août 2003.
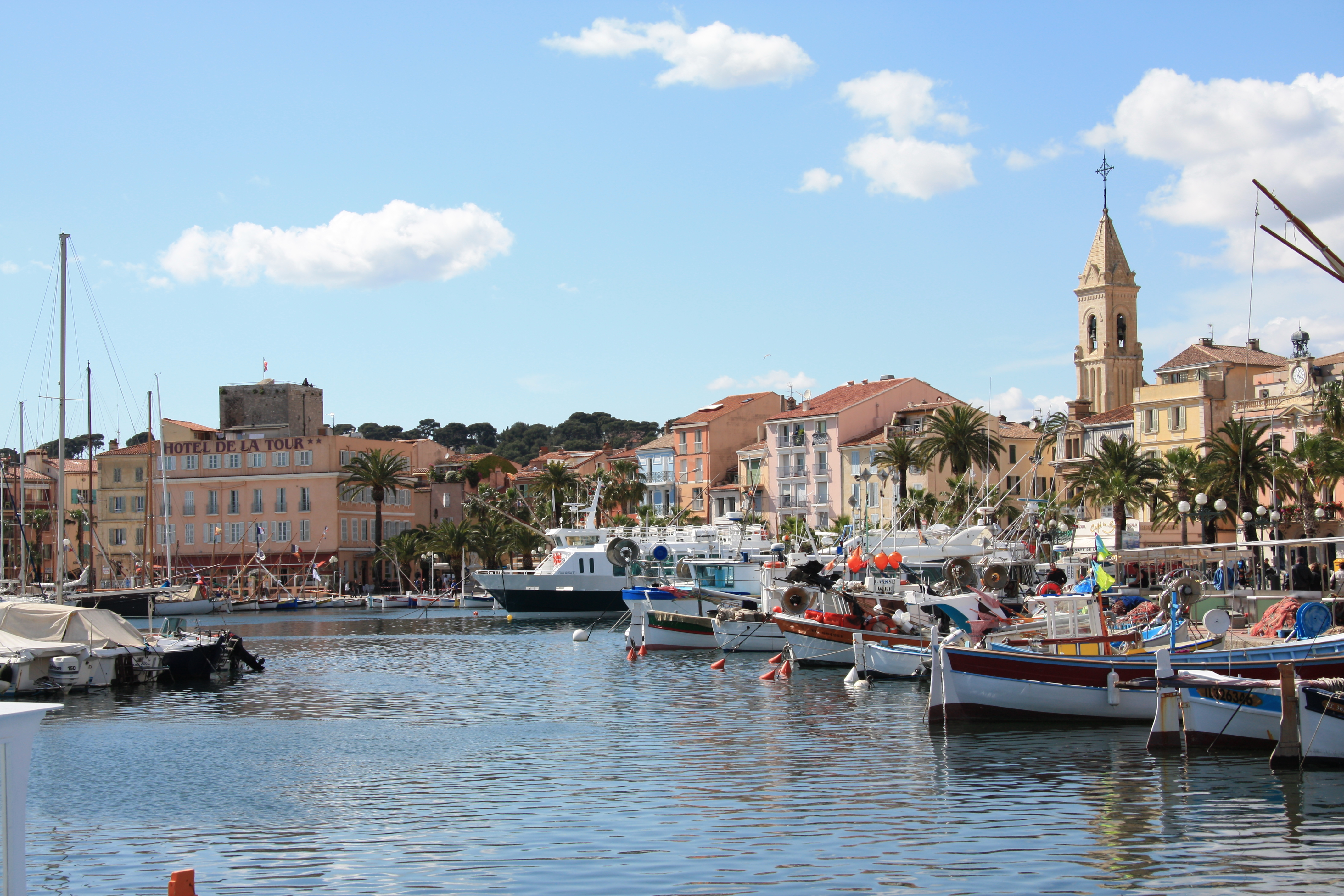
Le port, la tour romane et l'église.
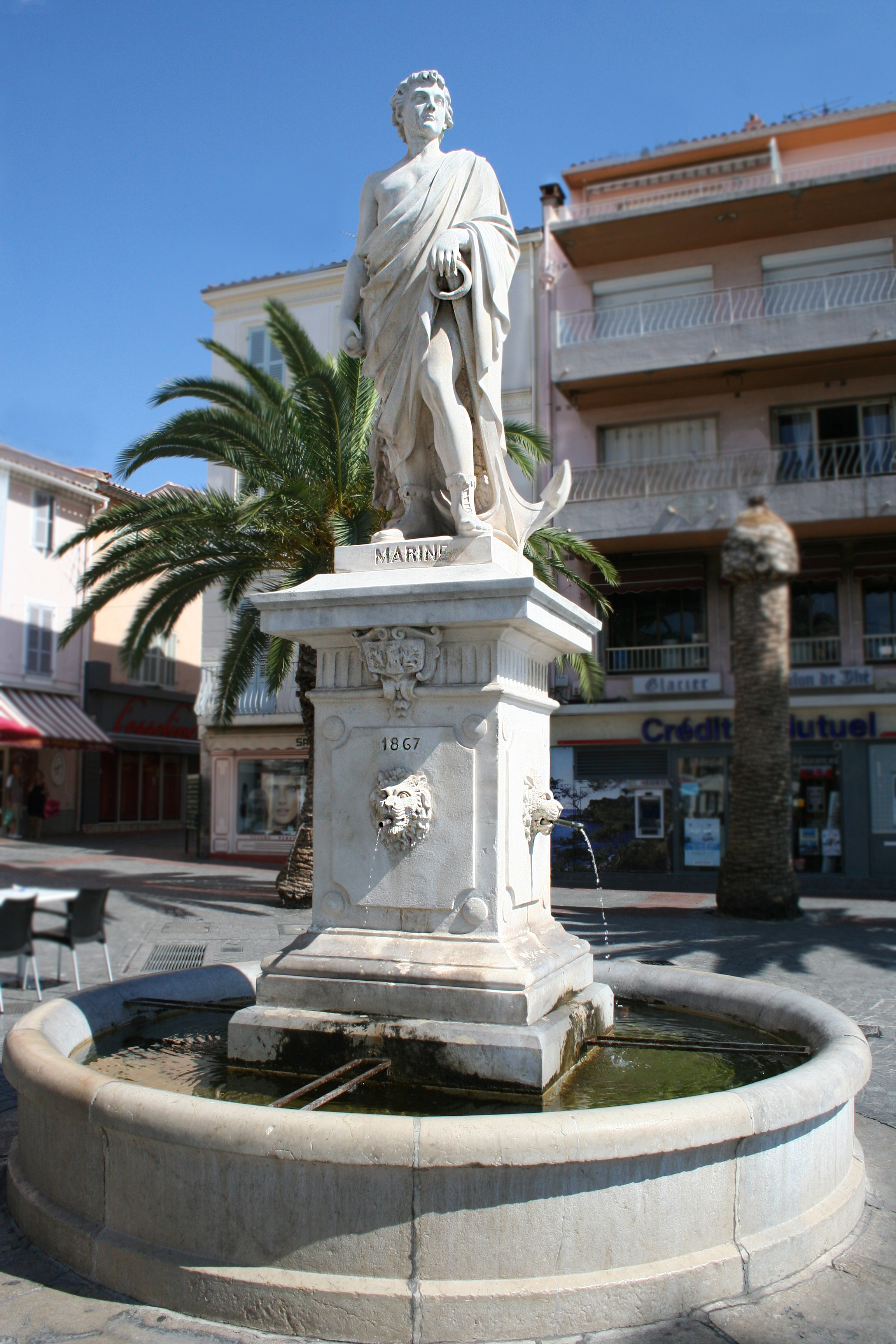
Statue représentant la Marine (1867).
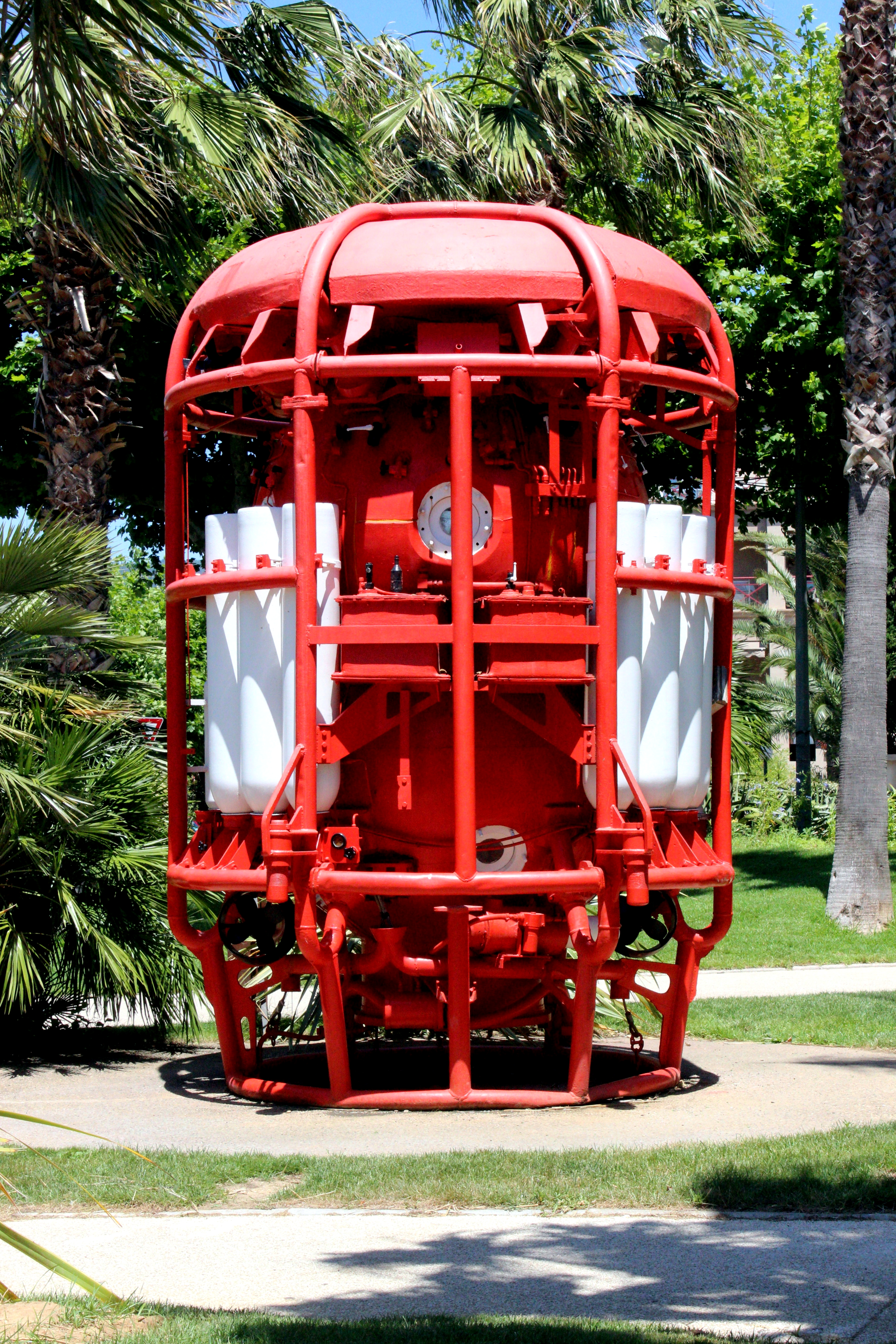
Tourelle observation sous-marine[101].